# Onafhankelijkheid van Albanië

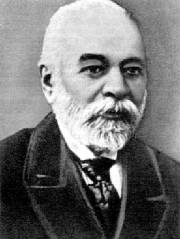
Ismail Qemali

De onafhankelijkheid van Albanië werd, vlak na de Albanese opstanden, uitgeroepen op 28 november 1912. Albanië scheurde zich daarmee af van het Ottomaanse Rijk. Het werd in december van dat jaar erkend als soevereine staat door de internationale gemeenschap tijdens de Conferentie van Londen.

## Verloop
Gedurende de Balkanoorlog (1912-1913) verloor het net opgerichte Albanië grondgebied aan buurlanden Servië, Montenegro en Griekenland. Hoewel de Albanezen tijdens het conflict de stad Shkodër terug veroverden en de kust aan de Adriatische zee behielden na de Slag om Lumë, bepaalde de Vrede van Londen op 29 juli 1913 de landsgrenzen op de Balkan. Albanië behield zijn status als onafhankelijk land, mede door de druk van vooral Oostenrijk-Hongarije en Italië, maar moest aanzienlijk stuk land afstaan aan Servië, Montenegro en Griekenland, waardoor veel etnische Albanezen buiten Albanië kwamen te wonen.
Ismail Bey Qemali en Hasan Bey Prishtina, twee liberale grondbezitters, vormden het eerste bestuur van Albanië. Op 28 november 1912 werd Qemali voorzitter van het Voorlopige Parlement en daarmee in feite staatshoofd. De grote mogendheden waren niet tevreden over deze gang van zaken en besloten dat Albanië een onafhankelijk prinsdom moest worden. Zij richtten een Internationale Controle Commissie op die basiswetgeving moest opstellen en een nieuwe vorst moest selecteren. De uiteindelijke keuze viel op de Duits-Nederlandse prins Wilhelm zu Wied. 
Op 21 februari 1914 werd Wilhelm zu Wied, een zoon van prinses Marie der Nederlanden, vorst van het onafhankelijke Albanië. De staat verkeerde echter in een toestand van anarchie. Om het gezag te herstellen, stuurde de Nederlandse regering op verzoek van de grote mogendheden generaal-majoor Willem de Veer, majoor Lodewijk Thomson en 15 lagere officieren naar Albanië om de gendarmerie aldaar te reorganiseren en te leiden. Verscheidene van hen raakten gewond bij gevechten met Griekse nationalisten of werden door islamitische rebellen krijgsgevangen gemaakt. Op 15 juni 1914 sneuvelde Lodewijk Thomson bij het beleg van Durrës. 
Na een beleg van zijn hoofdstad Durrës door islamitische rebellen verliet Wilhelm zu Wied, na een bewind van 6 maanden, op 3 september 1914 het onbestuurbare Albanië. Het formeel neutrale Albanië werd na het uitbreken van de Eerste Wereldoorlog bezet door Italië, Servië, Montenegro en Griekenland. In 1916 verdreven Oostenrijk-Hongarije en Bulgarije de Serviërs. In 1918 verlieten de Oostenrijk-Hongaarse troepen het land en bezetten de Fransen en Italianen delen van Albanië in de hoop het land te kunnen koloniseren. Onder druk van de Verenigde Staten, die eisten dat Albanië werd hersteld tot de grenzen van voor de Eerste Wereldoorlog, trokken de buitenlandse troepen zich terug. Met uitzondering van de Italianen die na een korte oorlog van drie maanden in 1920, de Vlora-oorlog, alsnog de Albanese regio Vlorë verlieten.